# Abbaye Notre-Dame de Barzelle
L'abbaye de Barzelle (ou de Barzelles) est une ancienne abbaye cistercienne, fondée par les moines de l'Abbaye du Landais au début du XIIe siècle. Elle était située dans la vallée de la Loire, sur la commune de Poulaines, dans l'Indre. Modeste, elle ne laisse aucune abbaye-fille, malgré une bibliothèque assez remarquable. Démantelée à la Révolution, ses terres continuent d'être exploitées. Un traité rédigé peu après sa fondation témoigne du renouveau cistercien, de l'envie de faire exister une véritable communauté affective.

## Histoire

### De la fondation jusqu'auXIIIesiècle
Elle est fondée en 1137 par une colonie de moines de l'abbaye Le Landais. Cette dernière a d'abord existé comme communauté informelle de femmes, puis d'ermites, avant d'être officiellement rattaché à l'ordre cistercien en devenant fille de L'Aumône, elle-même fille de Cîteaux. Hugues reçoit de Renaud le Bigre le don d'un pré sur les bords du Nahon dans le but d'y installer la communauté. Ce même Hugues est supposé être l'auteur du traité La cohabitation des frères, écrit une dizaine d'années après. Le premier abbé est Foucher. Il se plaint auprès du roi de ne pas avoir "d'autres ouvriers que Dieu". Effectivement, la construction ne sera achevée que plus de 80 ans après la fondation. Le monastère demeure d'une taille relativement modeste. Elle ne fonde pas d'abbaye-fille.
L'abbaye de Barzelle, comme beaucoup d'autres à cette époque, abrite à partir de la fin du XIIIe siècle, plusieurs tombes de personnes ayant souhaité être enterrées dans le monastère : Henri Séjorne en 1287 et sa femme en 1289 ; la dame de Bellevue, femme de Jean de Prévilly ou Preuilly, en 1290 ; la mère de Pierre de Saint-Palais.

### Le repli duXIVeauXVesiècle
En 1315, les Anglais incendient l'abbaye, qui n'est pas encore reconstruite en 1413.
Durant les grandes crises du XVe siècle (fin de la guerre de Cent Ans, épidémie de variole de 1418, de peste en 1420), des « donations » de personnes sont attestées : certains paysans, hommes et femmes, poussés par la misère, font une donation perpétuelle de leurs biens à l'abbaye, en échange de quoi celle-ci les loge, nourrit, habille, suivant une forme de viager.

### La commende duXVIeauXVIIIesiècle
À partir de 1547, l'abbaye de Barzelle tombe sous le régime de la commende : les abbés ne sont plus des moines, ne s'occupent plus de la règle monastique et ne sont plus élus par leurs pairs ni nommés par Cîteaux, mais par le roi de France, en vertu du concordat de Bologne de 1516. Ils ne s'occupent plus que de toucher les revenus de l'abbaye. La commende induit à long terme une baisse évidente de la prospérité des monastères, mais aussi une baisse de la pratique religieuse. À Barzelle, le premier abbé commendataire est Jean d'Estampes ; sous son abbatiat, l'abbaye est enfin entièrement reconstruite. Les familles d'Estampes et d'Aumont gouvernent l'abbaye durant près de deux siècles.

### La Révolution
Le 30 mai 1792, l'abbaye de Barzelle est fermée et vendue comme bien national. Elle est démantelée et tombe en ruines peu après.

### Depuis la fermeture
Il semble qu'après son démantèlement, seuls les jardins de l'abbaye de Barzelle aient continué à être travaillés pour donner fruits et légumes. Des bâtiments de ferme ont été construits. En 2016, le terrain est exploité par la famille Renault qui continue une activité de maraîchage, principalement à destination du marché de Valençay, à moins de cinq kilomètres en amont du Nahon.

### Liste des abbés de Barzelle
- Foucher (15 mars 1138- 25 octobre 1166) ;
- Pierre ;
- Yves ;
- Pierre (jusqu'au 31 août 1180) ;
- Maximin (1180-1187) ;
- Aimery (à partir de 1187) ;
- Nicolas (attesté en 1205) ;
- Yves (attesté en 1218 et 1219) ;
- Thomas ;
- André (1224-1238 ?)
- Guillaume d'Alnet ou d'Aulnay (à partir de 1238) ;
- Hormagne ou Hermain (attesté en 1254) ;
- J... (attesté en 1270) ;
- Jean ;
- Étienne (attesté en 1282) ;
- Thomas (attesté en 1347) ;
- Michel ou Michau (attesté en 1390 et 1403) ;
- Hugues de la Boulaye (1425-1451) ;
- Jean Bergier (1451-1455) ;
- Michel de la Font (jusqu'au 2 août 1465) ;
- Jean Rigault (attesté en 1467 et en 1482) ;
- Jacques de la Font (attesté en 1486 et 1492) ;
- Jean Prevost (jusqu'au 21 septembre 1521)
- Jacques Prevost (1526-1566, dernier abbé régulier) ;
- Jean d'Estampes (1547-1587, premier abbé commendataire) ;
- Jean d'Estampes (jusqu'en 1637) ;
- Roger d'Aumont (1638-1653) ;
- Charles d'Aumont (1653-1698) ;
- Louis (1695-1701) ;
- Louis (à partir de 1701 et attesté en 1727) ;
- Jacques du Mans de Chalais  (1733-1736) ;
- Charles de L'Isle-du-Gast (attesté en 1736) ;
- Louis-Émérite de Bailleul (1753-1769) ;
- Henri Benoît Jules de Béthizy de Mézières (1769-1792)[7].

## L'abbatiale

### Site
L'abbaye de Barzelle est éloignée seulement de 25 kilomètres au nord, en aval de l'abbaye-mère du Landais qui se trouve à la source du Nahon. Elle est située à proximité immédiate de la rivière, sur la rive droite du Nahon. La vallée du Nahon fait partie du bassin versant de la Loire. À 10 kilomètres au nord, avant Chabris, le Nahon afflue vers le Fouzon. Ce dernier rejoint le Cher à l'ouest , 10 kilomètres plus loin, peu après Selles-sur Cher. Le Cher se jette dans la Loire peu après Tours, 70 kilomètres à l'ouest.

### Culture
Le lieu, proche de la rivière et relativement bien abrité, avec un sol fertile, est favorable à la culture maraîchère. Une grande partie de l'activité de l'abbaye a été agricole. Elle atteste une tradition qui perdure jusqu'au XXIe siècle. Sur les pentes de la vallée sont cultivés des vignes. L'AOC Valençay obtenu en 2004 atteste de cette tradition viticole. L'élevage de chèvres avec la production de fromages réputés est une tradition ancienne reconnue par une AOC en 1999. Le terroir est également propice aux noyers et à la production d'huile.

### Architecture
(à compléter)

### Restes
En 2016, sur l'emplacement où a été construit des bâtiments de ferme demeurent la sacristie voûtée par la tonne et l'armarium. Le mur du fond de l'église et une partie de la salle commune sont également encore en place.
L'église de Poulaines a recueilli dans son chœur et à la base de l'autel des boiseries XVe provenant de l'abbatiale et représentant en médaillons : sainte Véronique, sainte Marthe et sainte Barbe ; celle de Saint-Christophe-en-Bazelle les stalles en bois avec panneaux sculptés (XVIe) des religieux et celle de Lye la chaire Renaissance.

## La bibliothèque
Quoique l'abbaye ne soit pas particulièrement riche, sa bibliothèque est relativement renommée. Elle est mentionnée entre autres par Edmond Martène et Ursin Durand, dans leur Voyage littéraire, qui y auraient été les 1er et 2 août 1708. Citée dans un autre témoignage concordant du XVIIe siècle, elle est conforme aux autres bibliothèques cisterciennes connues. Avec de nombreux ouvrages de Pères de l'Église, des textes monastiques, et des textes cisterciens. Elle contient plusieurs auteurs voisins, de la région. Peu ouverte aux apports nouveaux, elle semble être restée « très traditionaliste, très proche de ses origines et de l'âge d'or cistercien » affirme Anne Bondeelle.

### liste des ouvrages cités
- Éphrem le Syrien, quelques traités
- Augustin, Homélies sur l'Evangile de Jean
- Jean Cassien, Conférences
- Julien Prosper (ou Pomère), De la vie contemplative
- Isidore de Séville, Sur le Pentateuque
- Rémi d'Auxerre, Gloses sur le Vieux Testament
- Guerric d'Igny, Sermons
- Pierre Lombard, Sentences
- Les anciens us et statuts de Cîteaux
- Gilbert d'Auxerre l'Universel, quelques traités
- Pierre de Beaugency, Vers sur le décret
- Odon de Cantorbéry, Traité sur l'Assomption de la Vierge
- Gautier d'Orléans (en réalité Richard de Saint-Victor), Sentences sur l'Apocalypse
- Étienne Langton de Cantorbéry, Sur le Pentateuque
- Anselme de Cantorbéry, quelques ouvrages
- Bernard de Clairvaux, plusieurs ouvrages
- Nécrologie et martyrologie
- Yves de Chartres, Lettres et autres petits ouvrages
- Vies de saints en quatre tomes
- Hervé de Bourg-Dieu (ou de Déols), Commentaires des Epîtres de Paul en deux volumes
- Vie et miracles de Saint Genou, en deux livres
- Vie de Saint Ursin de Bourges
- Saint Ursin de Bourges, Traité sur la révélation du corps
- Vie de Sainte Brigitte de Kildare, vierge des Irlandais
- Grégoire de Tours, Sur les miracles de Saint Julien martyre de Brioude

## Le traité «La cohabitation des frères»
Hugues de Barzelle participe à la fondation de l'abbaye de Barzelle en 1137/1138. D'abord ermite, il venait de rejoindre la même année l'abbaye du Landais. Hugues est l'auteur d'un traité, "La cohabitation des frères". Il aurait été écrit peu après la fondation de l'abbaye, vers 1145/1150.

### début
Incipit tractatus domni Hugonis abbatis barcellensis, de cohabitatione fratrum. Ecce quam bonum et quam iucundum, habitare fratres in unum ! Felix qui expertus est quam bonum sit et quam iucundum habitare fratres in unum. Non enim omnes tanti huius boni iucunditate fruuntur, quicumque uidentur habitare fratres in unum. Continentur corpore unius claustri parietibus, sed mente uaga per desideria erroris distenduntur, et prauis moribus inuicem mordentes et comedentes ab inuicem consumuntur. Hi sunt qui saeculo renuntiauerunt, sed uerbo non facto, mutatione uestis non uoluntatis, professione labiorum non conuersione morum. Hi in schola humilitatis superbiam magis addiscunt ; in domo oboedientiae inoboedientes existunt. In domo pacis filios pacis turbare non desinunt ; in domo denique iustitiae iniustitiae magis inseruiunt. Hi in domo Christi cum Christo non sunt, sed aduersus Christum, cum Christo non colligunt, sed dispergunt ; cum quos ille misericorditer colligit, ut ipse scilicet in illis et illi in Christo unum sint, illi nequiter insectando ab ipsa unitate diuidere atque penitus dispergere moliantur.

#### traduction en français
Ici commence le traité du seigneur Hugues de l'abbaye de Barzelle, la cohabitation des frères. Voilà combien il est bon et combien il est agréable pour les frères d'habiter ensemble ! Heureux celui qui a connu combien il est bon et combien il est agréable pour les frères d'habiter ensemble. Car tous ne profitent pas de cette chose bonne et agréable, parmi ceux que l'on voit habiter ensemble. On en voit ainsi beaucoup habiter ensemble, et ils habitent certes au même endroit, dans le même bois, mais pas dans l'unité de l'esprit, comme le veut la parole du prophète. Le corps est retenu dans les murs du cloître, mais l'esprit errant se déploie dans des désirs trompeurs, et dans un comportement dépravé s'épuise à mordre l'autre et le manger. Ici sont ceux qui ont renoncé au siècle, dans le verbe mais pas dans le fait, dans le changement de l'habit mais pas de la volonté, dans la profession des lèvres mais pas dans la conversion de l'habitude. Ici dans l'école de l'humilité, ils apprennent encore plus de fierté ; dans la maison de l'obéissance, ils se montrent désobéissants. Dans la maison de la paix du fils, ils ne cessent de troubler cette paix ; dans la maison de la justice, ils introduisent encore plus d'injustice. Ici dans la maison du Christ, ils ne sont pas avec le Christ, mais contre le Christ, ils ne se rassemblent pas avec le Christ mais s'en écartent ; et tous ceux que sa miséricorde rassemble, qui ont le Christ en eux et qui sont un dans le Christ, ceux-là menacent l'unité même de la division et ils sont complètement écartés.

### postérité
La cohabitation des frères est cité par Marie-Gérard Dubois dans "La liturgie formatrice du moine" in Collectanea Cisterciensia 68 (2006), p. 303–316; 69 (2007), p. 111–133, 294–320.
```
Au 
XII
e
 
siècle
 un contemporain de saint Bernard, Hugues de Barzelles, parle des moines qui se réveillent pour les vigiles : « ... Comme s'ils surgissaient d'un tombeau, ils se dépêchent de bondir hors de leurs couches et de courir à ta rencontre, Seigneur, vers toi qui les appelles, non sans penser à ce réveil de la résurrection lors de laquelle, au milieu de la nuit, nous ressusciterons et courrons à toi au son de la trompette finale ! Ils se hâtent de venir se présenter à ta bienheureuse présence... »
```